# Есар (Приморски Шарант)
Есар (фр. Essards) насеље је и општина у западној Француској у региону Поату-Шарант, у департману Приморски Шарант која припада префектури Сент.
По подацима из 2011. године у општини је живело 648 становника, а густина насељености је износила 67,08 становника/km². Општина се простире на површини од 9,66 km². Налази се на средњој надморској висини од 44 метара (максималној 62 m, а минималној 23 m).

## Демографија
| 1962. | 1968. | 1975. | 1982. | 1990. | 1999. | 2011. |
| ----- | ----- | ----- | ----- | ----- | ----- | ----- |
| 397   | 430   | 390   | 412   | 445   | 484   | 648   |

График промене броја становника у току последњих година